# Bernard Estardy
Bernard Estardy, surnommé Le Baron ou Baron de Mehouilles, né le 19 septembre 1939 à Charenton-le-Pont (Val-de-Marne) et décédé le 16 septembre 2006 à Paris 10e, est un musicien, producteur et arrangeur français.

## Débuts
Après avoir fait des études supérieures à l'ESTP, il commence sa carrière musicale au début des années 1960 à l'orgue et au piano, aux côtés de Nino Ferrer dans le groupe qui accompagne l'artiste américaine Nancy Holloway, et dont Georges Chatelain est le guitariste.

## Le studio CBE
En 1966, Georges Chatelain crée le studio d'enregistrement CBE (Chatelain-Bisson-Estardy) avec Bernard Estardy et Janine Bisson, la sœur de Georges Chatelain.
Il participe à l'éclosion de Gérard Manset en lui permettant d'enregistrer dans ce studio ses deux premiers albums dont La Mort d'Orion.
Ensuite, Estardy collabore avec Michel Sardou sur cinq albums de 1981 à 1984 et en 1990, notamment sur l'album Vladimir Illitch qu'Estardy avait réalisé en 1983 en compagnie de Jacques Revaux.
Avec Jean Guidoni il participe à deux albums : Tigre de porcelaine en 1987 (où Estardy assurait la majorité des arrangements, avec une réalisation de Pascal Auriat) et Aux tourniquets des grands cafés en 1990.
Il collabore aussi avec Claude François. Il réalise les arrangements d'Alexandrie Alexandra, Magnolias for ever, et surtout Toi et le soleil. Il est ingénieur du son pour Johnny Hallyday, tout comme pour Françoise Hardy, Mireille Mathieu, Sheila, Joe Dassin, Dalida, Pascal Danel, Nino Ferrer (avec Les Gottamou), Herbert Léonard ou Patricia Kaas.
Musicienne, auteur et comédienne, sa fille Julie Estardy a grandi au studio CBE, entre les séances d’enregistrement et les séances de mixages. Depuis 2006, elle a repris les rênes du studio CBE et poursuit l’œuvre commencée par son père en 1966. Après la co-écriture de la pièce de théâtre Maison close, elle publie en 2019 Le Géant, la biographie de son père,.

## Matériel
Une liste non exhaustive du matériel sur lequel il travaillait :
- une console de mixage Gunther Loof
- des pré-amplis Gunther Loof
- un magnétophone analogique 32 pistes / 2 pouces de la même marque (base mécanique 3M)
- des synthétiseurs vintage (Korg Polyphonic Ensemble, RMI Keyboard Computer et quelques autres)
- une boîte à rythmes numérique E-MU Drumulator
- un Mellotron
- un Tubon
- un micro-ordinateur Atari ST équipé de prises MIDI

## La Formule du Baron
Surnommé Le Baron, il est aussi l'auteur d'un album-concept appelé La Formule du Baron (1969). En 1977, il a produit un autre disque, Le Sifflet du Baron, dont le morceau principal a souvent servi de générique à des émissions de radio (sur RMC avec Jean-Pierre Foucault au début des années 1980) et de TV (Hanouna Plage sur France 3 en 2007).

## Discographie
Il a enregistré de nombreux artistes de 1966 jusqu'au début des années 2000. Dans cette période, il a notamment collaboré avec Bernard Menez, Thierry Hazard (Le Jerk), Bibie (Tout doucement), Jairo (Le Diable), Patricia Kaas (Mademoiselle chante le Blues), Claude Barzotti, Jean Guidoni, Herbert Léonard, Pierre Bachelet (Les Corons, Elle est d'ailleurs), Jean-Jacques Lafon (Le géant de papier), Gérard Berliner, Lara Fabian, Didier Barbelivien, Félix Gray, Michel Sardou, Carlos (Big Bisou), Gérard Lenorman (Michèle), et d'autres.

## Distinction
- Chevalier de l'Ordre des Arts et des Lettres